# Chris Amon
 (août 2016).
Si vous disposez d'ouvrages ou d'articles de référence ou si vous connaissez des sites web de qualité traitant du thème abordé ici, merci de compléter l'article en donnant les références utiles à sa vérifiabilité et en les liant à la section « Notes et références ».
Pour les articles homonymes, voir Amon (homonymie).
Christopher Amon, dit Chris Amon, né le 20 juillet 1943 à Bulls en Nouvelle-Zélande et mort le 3 août 2016 à Rotorua en Nouvelle-Zélande, est un pilote de course automobile néo-zélandais. 
Il a disputé quatorze saisons de Formule 1, de 1963 à 1976, soit 96 Grands Prix, sans remporter aucune victoire en championnat. Il a obtenu onze podiums et a terminé trente fois dans les points. Il a décroché cinq pole positions, trois meilleurs tours en course et a marqué 83 points au championnat du monde de Formule 1, ce qui en fait un des pilotes les plus malchanceux de l'histoire du sport automobile, eu égard à son talent. Il est recordman du nombre de tours menés sans gagner un Grand Prix (183). Son meilleur classement en championnat du monde est une quatrième place en 1967. Hors championnat, Chris Amon a remporté deux victoires au volant d'une Formule 1, le BRDC International Trophy 1970 sur March et le Grand Prix d'Argentine 1971 sur Matra.
En Sport-Prototypes, Chris Amon a connu plus de succès puisqu'il a remporté trois victoires en championnat du monde (24 Heures du Mans en 1966, 24 Heures de Daytona et 1 000 km de Monza en 1967).

## Carrière
Chris Amon commence sa carrière en sport automobile dans son pays natal au volant d'une Austin, puis d'une Maserati 250F en 1962. Les brillants résultats qu'il obtient lui permettent de venir tenter sa chance en Europe, malgré son jeune âge. Brûlant les étapes, il dispute son premier Grand Prix de Formule 1 au Grand Prix de Belgique en 1963 à l'âge de vingt ans. 
Pendant quatre saisons, il végète en fond de grille au volant de voitures privées, avant d'être engagé en 1967 par l'écurie Ferrari, où il reste trois saisons sans parvenir à obtenir la moindre victoire. 
Dégoûté du manque de compétitivité de la Ferrari, et après une année passée en 1970 au volant de la peu compétitive March 701, Amon signe alors chez Matra, mais hélas il débarque dans l'écurie de Jean-Luc Lagardère alors que celle-ci vient de perdre le soutien de son sponsor ELF. Shell prend le relais, mais le budget n'est plus du tout le même, et le programme F1 de Matra va durement le ressentir. Qui plus est, le moteur V12 Matra Sports, conçu par Georges Martin, n'est pas encore au point, et lorsqu'il ne casse pas, il est dépassé en puissance pure par le Cosworth. Amon se bat comme il peut, mais sa légendaire poisse le rattrape, comme lors du Grand Prix d'Italie 1971 à Monza, où la visière de son casque intégral s'arrache à pleine vitesse, alors qu'il mène la course. Jackie Stewart déclara alors : « Pareille chose n'arrive jamais, mais si c'est le cas, ce sera pour Amon ! ». Amon signe néanmoins quelques coups d'éclats remarquables, comme la pole position et le meilleur tour en course du Grand Prix de France 1972 disputé sur le circuit auvergnat de Charade, dont il détient toujours le record absolu de la piste, à plus de 166 km/h de moyenne.
Son manque de réussite en Formule 1 est compensé par une victoire hors-championnat au BRDC International Trophy en 1970, ainsi que par les bons résultats obtenus en Sport-prototypes. 
En 1966, associé à son compatriote Bruce McLaren, il remporte les 24 Heures du Mans sur une Ford GT40 et l'année suivante les 24 Heures de Daytona et les 1 000 km de Monza sur Ferrari 330 P4. En 1973, il est vainqueur des 6 Heures du Nürburgring en Tourisme (ETCC et DARM), associé à Stuck.
Il gagne aussi le championnat de Formule Tasmane en 1969 au volant d'une Ferrari 246T, construite spécialement pour la série, succédant au palmarès de ce championnat à des pilotes tels que Bruce McLaren, Jim Clark et Jackie Stewart.
Il raccroche définitivement le casque en 1976, très choqué par l'accident de Niki Lauda au Grand Prix d'Allemagne, et déçu de devoir piloter pour des écuries de second ordre. Il se retire dans sa Nouvelle-Zélande natale. 
Il meurt des suites d'un cancer le 3 août 2016 à Rotorua, à 73 ans,.

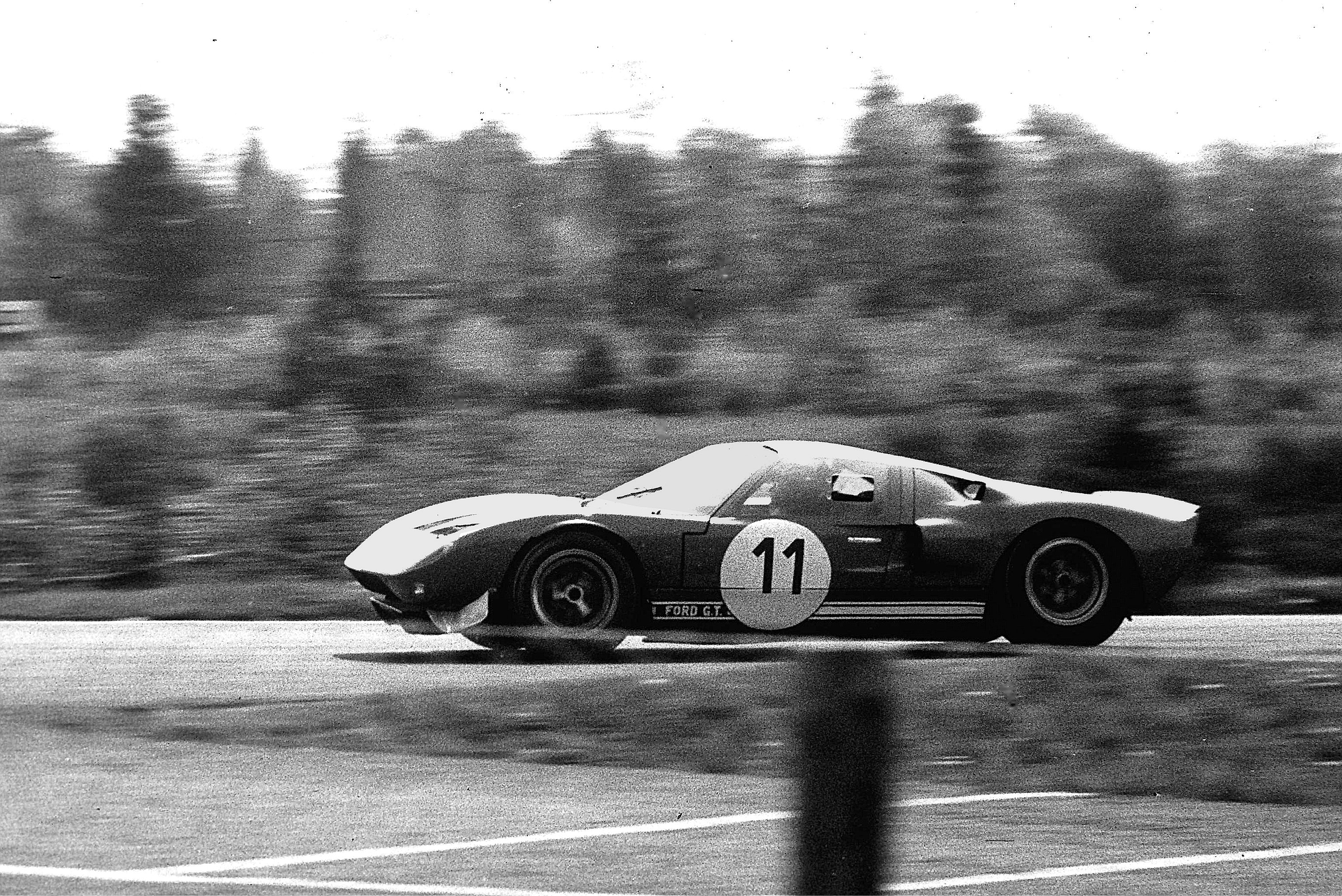
Chris Amon/Ronnie Bucknum sur Ford GT40 aux 1000 km du Nürburgring en 1965
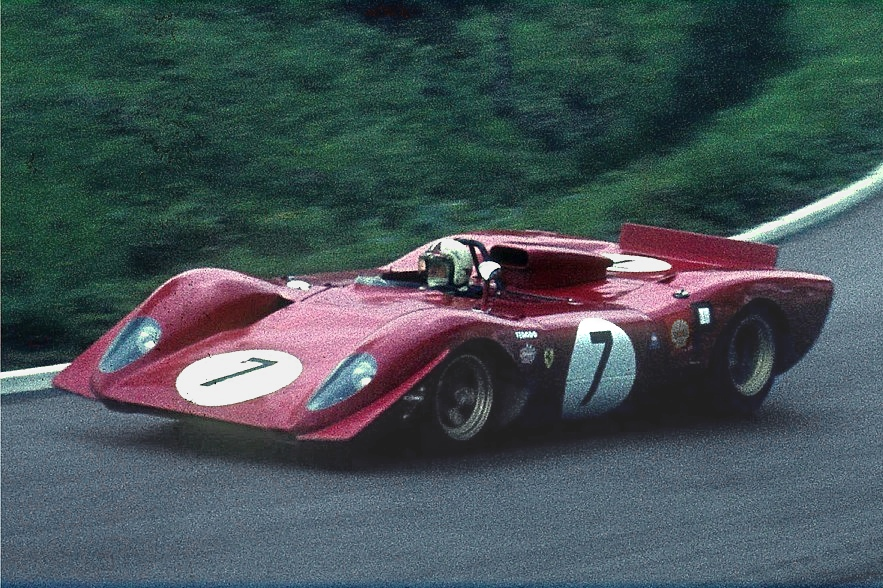
Amon sur Ferrari 312P au Nürburgring en 1969
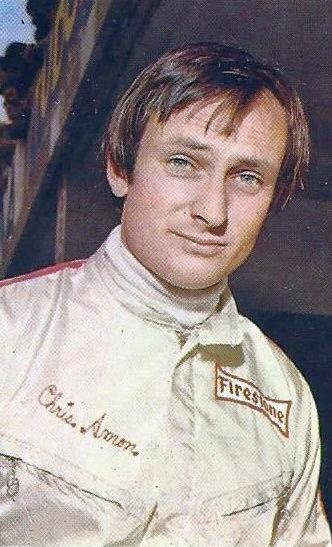
Chris Amon en 1969
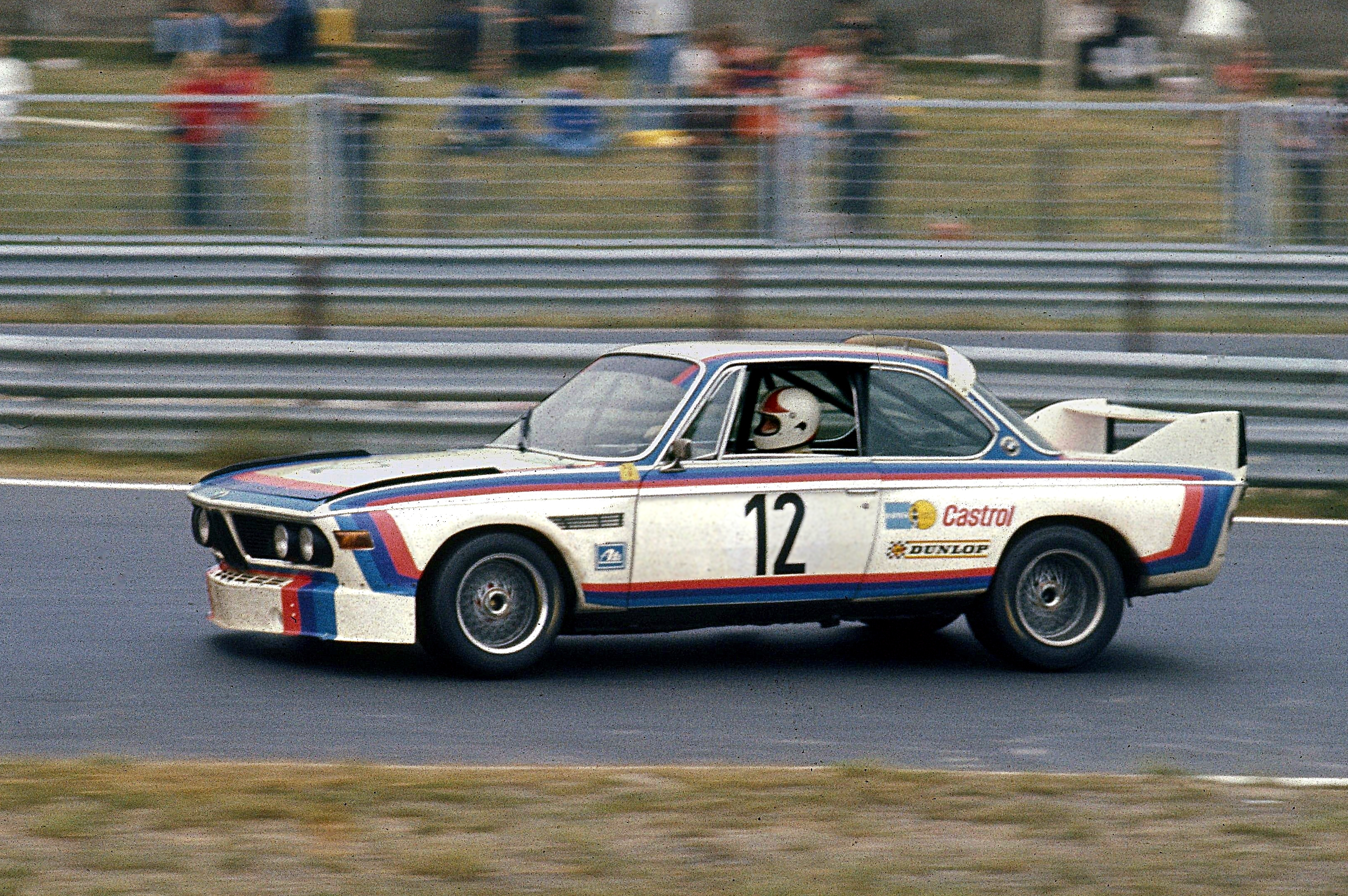
Chris Amon sur BMW 3.0 CSL aux 6 heures du Nürburgring 1973

## Résultats en championnat du monde de Formule 1
| Saison | Écurie                             | Châssis       | Moteur                             | Pneus              | GP disputés | Podiums | Pole positions | Meilleurs tours | Points inscrits | Classement |
| ------ | ---------------------------------- | ------------- | ---------------------------------- | ------------------ | ----------- | ------- | -------------- | --------------- | --------------- | ---------- |
| 1963   | Reg Parnell Racing-Lola Team Lotus | Mk4A 24       | BRM P56 V8 Climax FWMV V8          | Dunlop             | 6           | 0       | 0              | 0               | 0               | Nc         |
| 1964   | Team Lotus                         | 25            | BRM P56 V8                         | Dunlop             | 8           | 0       | 0              | 0               | 2               | 16e        |
| 1965   | Team Lotus                         | 25            | BRM P56 V8                         | Dunlop             | 2           | 0       | 0              | 0               | 0               | Nc         |
| 1966   | Cooper Car Company                 | T81           | Maserati 9/F1 V12                  | Dunlop             | 1           | 0       | 0              | 0               | 0               | Nc         |
| 1967   | Scuderia Ferrari SpA SEFAC         | 312           | Ferrari 242 V12                    | Firestone          | 10          | 4       | 0              | 0               | 20              | 4e         |
| 1968   | Scuderia Ferrari SpA SEFAC         | 312           | Ferrari 242 V12                    | Firestone          | 11          | 1       | 3              | 0               | 10              | 10e        |
| 1969   | Scuderia Ferrari SpA SEFAC         | 312           | Ferrari 255C V12                   | Firestone          | 6           | 1       | 0              | 0               | 4               | 12e        |
| 1970   | March Engineering                  | 701           | Ford-Cosworth DFV V8               | Firestone          | 13          | 3       | 0              | 1               | 23              | 7e         |
| 1971   | Équipe Matra Sports                | MS120B        | Matra V12 MS71                     | Goodyear           | 10          | 1       | 1              | 0               | 9               | 9e         |
| 1972   | Équipe Matra Sports                | MS120C MS120D | Matra V12 MS72                     | Goodyear           | 11          | 1       | 1              | 2               | 12              | 9e         |
| 1973   | Martini Racing Elf Team Tyrrell    | PA123/6 005   | Tecno Flat-12 Ford-Cosworth DFV V8 | Firestone Goodyear | 5           | 0       | 0              | 0               | 1               | 21e        |
| 1974   | Chris Amon Racing Team Motul BRM   | AF101 P201    | Ford-Cosworth DFV V8 BRM P200 V12  | Firestone          | 3           | 0       | 0              | 0               | 0               | Nc         |
| 1975   | HB Bewaking Team Ensign            | N175          | Ford-Cosworth DFV V8               | Goodyear           | 2           | 0       | 0              | 0               | 0               | Nc         |
| 1976   | Team Ensign                        | N174 N176     | Ford-Cosworth DFV V8               | Goodyear           | 8           | 0       | 0              | 0               | 2               | 18e        |

## Résultats aux 24 Heures du Mans
| Année | Équipe               | Voiture               | Équipier             | Résultat  |
| ----- | -------------------- | --------------------- | -------------------- | --------- |
| 1964  | Briggs S. Cunningham | Shelby Cobra Daytona  | Jochen Neerpasch     | Abandon   |
| 1965  | Shelby-American Inc. | Ford GT40 Mk.II       | Phil Hill            | Abandon   |
| 1966  | Shelby-American Inc. | Ford GT40 Mk.II       | Bruce McLaren        | Vainqueur |
| 1967  | Ferrari SEFAC        | Ferrari 330 P3 Spyder | Nino Vaccarella      | Abandon   |
| 1969  | Ferrari SEFAC        | Ferrari 312 P Coupé   | Peter Schetty        | Abandon   |
| 1971  | Équipe Matra Simca   | Matra MS660           | Jean-Pierre Beltoise | Abandon   |
| 1972  | Équipe Matra Simca   | Matra MS670           | Jean-Pierre Beltoise | Abandon   |
| 1973  | BMW Motorsport       | BMW 3.0 CSL           | Hans-Joachim Stuck   | Abandon   |

## Autres victoires notables
- Circuit Mont-Tremblant-St. Jovite: 1965;
- Martini Trophy (Silverstone): 1965;
- 12 Heures de Sebring: 1966 (2e en 1969);
- Test du Mans: 1966;
- 24 Heures de Daytona: 1967;
- 1 000 kilomètres de Monza: 1967;
- Tasman Series (Championnat): 1969 (2e en 1968);
- Grand Prix de Nouvelle-Zélande: 1968 et 1969 (en Formule Tasmane);
- International Trophy (Silverstone): 1970;
- 6 Heures du Nürburgring: 1973.